# ФК Брага
ФК Брага (порт. Sporting Clube de Braga) је португалски фудбалски клуб из Браге. Клуб је основан 1921., и домаће утакмице игра на AXA стадиону капацитета 30.154 места, који је изграђен за потребе Европског првенства 2004. Брага је освојила Куп Португалије 1966, 2016. и 2021, лига куп Португала 2013, 2020. и 2024. као и Интертото куп 2008. године. Тренутно се такмичи у Првој лиги Португалије.

## Успеси

### Национални
- Прва лига Португалије (Primeira Divisão, Primeira Liga, Campeonato Nacional)
  - Друго место (1) : 2009/10.
- Куп Португалије (Taça de Portugal)
  - Победник (3) : 1965/66, 2015/16, 2020/21.
  - Финалиста (5) : 1976/77, 1981/82, 1997/98, 2014/15, 2022/23.
- Лига куп Португалије (Taça da Liga)
  - Победник (3) : 2012/13, 2019/20, 2023/24.
  - Финалиста (2) : 2016/17, 2020/21.
- Суперкуп Португалије (Supertaça Cândido de Oliveira)
  - Финалиста (4) : 1982, 1998, 2016, 2021.
- Друга лига Португалије (Segunda Divisão)
  - Победник (3) : 1942/43. (без промоције), 1946/47, 1963/64.
  - Друго место (5) : 1944/45, 1945/46, 1956/57. (промоција), 1961/62, 1974/75. (промоција)
- Куп фудбалске федерације Португалије (Taça Federação Portuguesa de Futebol)
  - Победник (1) : 1976/77.
- Куп Рибеиро дос Реис (Taça Ribeiro dos Reis)
  - Финалиста (1) : 1970/71.

### Међународни
- УЕФА Лига Европе
  - Финалиста (1) : 2010/11.
- Интертото куп
  - Победник (1) : 2008.

## Стадион
Брага своје домаће утакмице игра на градском стадиону у Браги. Стадион има капацитет од 30.154 седећих места, и изграђен је 2003. за потребе Европског првенства у фудбалу 2004. који се одржавао у Португалу. Стадион је у власништву општине Брага, па Брага плаћа месечни закуп од 500 евра за коришћење стадиона.
Стадион је познат као Каменолом, пошто је урезан у суседни Монте Кристо каменолом. Трошкови изградње стадиона су били 83,1 милиона евра, а тако великим трошковима највише је допринела велика цена премештања камења због специфичног места на коме је стадион изграђен.

## Тренутни састав
Од 2. фебруара 2023.
| Бр. |               | Позиција | Играч                                   |
| --- | ------------- | -------- | --------------------------------------- |
| 1   | Бразил        | Г        | Матеус Лима (заменик капитена)          |
| 2   | Шпанија       | О        | Виктор Гомез (на позајмици из Еспањола) |
| 3   | Бразил        | О        | Витор Тормена                           |
| 4   | Француска     | О        | Сику Ниакате (на позајмици из Генгана)  |
| 5   | Турска        | О        | Сердар Сачи                             |
| 6   | Португалија   | О        | Нуњо Секеира                            |
| 7   | Португалија   | Н        | Родриго Гомеш                           |
| 8   | Либија        | С        | Ал Мусрати                              |
| 9   | Шпанија       | Н        | Абел Руиз                               |
| 10  | Португалија   | С        | Андре Орта                              |
| 11  | Гвинеја Бисао | Н        | Рожер Фернандеш                         |
| 12  | Португалија   | Г        | Тиаго Са                                |

| Бр. |             | Позиција | Играч                                       |
| --- | ----------- | -------- | ------------------------------------------- |
| 14  | Шпанија     | Н        | Алваро Ђало                                 |
| 15  | Португалија | О        | Пауло Оливеира                              |
| 17  | Шведска     | О        | Јосафат Мендес                              |
| 19  | Србија      | С        | Урош Рачић (на позајмици из Валенсије)      |
| 21  | Португалија | Н        | Рикардо Орта (капитен)                      |
| 22  | Португалија | С        | Луис Пици                                   |
| 23  | Француска   | Н        | Симон Банза                                 |
| 26  | Колумбија   | О        | Кристијан Борха                             |
| 27  | Португалија | Н        | Арминдо Брума (на позајмици из Фенербахчеа) |
| 29  | Француска   | С        | Жан-Батист Горби                            |
| 45  | Португалија | С        | Јури Медеирош                               |
| 88  | Португалија | С        | Андре Каштро                                |

### На позајмици
| Бр. |             | Позиција | Играч                               |
| --- | ----------- | -------- | ----------------------------------- |
| 13  | Португалија | О        | Тиаго Ешгајо (Арока)                |
| 16  | Португалија | С        | Едуардо Ширле (Трофенсе)            |
| 24  | Португалија | О        | Бруно Родригеш (Фатих Карагјумрјук) |
| 25  | Бразил      | С        | Лукас Минеиро (Вестерло)            |
| 74  | Португалија | О        | Франсишко Моура (Фамаликао)         |
| 95  | Бразил      | Н        | Гиљерме Шетине (Грасхопер)          |

| Бр. |               | Позиција | Играч                          |
| --- | ------------- | -------- | ------------------------------ |
|     | Бразил        | О        | Фабијано Жосуе (Касимпаша)     |
|     | Португалија   | О        | Зе Карлос (Жил Висенте)        |
|     | Бразил        | С        | Лукас Пијазон (Ботафого)       |
|     | Шпанија       | Н        | Марио Гонзалез (Левен)         |
|     | Гвинеја Бисао | Н        | Ернани Инфанде (Пасош Фереира) |

## Резултати у лигашким и куп такмичењима
Скорашње сезоне
| Сезона   | Лига | Поз. | ИГ | Д  | Н  | И  | ГД | ГП | Бод. | Куп                | Европа  | Европа                            | Белешке                                                         |
| -------- | ---- | ---- | -- | -- | -- | -- | -- | -- | ---- | ------------------ | ------- | --------------------------------- | --------------------------------------------------------------- |
| 2012/13. | 1    | 4    | 30 | 16 | 4  | 10 | 60 | 44 | 52   | Четвртфинале       | ЛШ      | Групна фаза                       | Победник Лига купа Португалије                                  |
| 2013/14. | 1    | 9    | 30 | 10 | 7  | 13 | 39 | 37 | 37   | Полуфинале         | ЛЕ      | Плеј-оф                           |                                                                 |
| 2014/15. | 1    | 4    | 34 | 17 | 7  | 10 | 55 | 28 | 58   | Финалиста          |         |                                   |                                                                 |
| 2015/16. | 1    | 4    | 34 | 16 | 10 | 8  | 54 | 35 | 58   | Победник           | ЛЕ      | Четвртфинале                      |                                                                 |
| 2016/17. | 1    | 5    | 34 | 15 | 9  | 10 | 51 | 36 | 54   | Осмина финала      | ЛЕ      | Групна фаза                       | Финалиста Суперкупа Португалије Финалиста Лига купа Португалије |
| 2017/18. | 1    | 4    | 34 | 24 | 3  | 7  | 74 | 29 | 75   | Шеснаестина финала | ЛЕ      | Шеснаестина финала                |                                                                 |
| 2018/19. | 1    | 4    | 34 | 21 | 4  | 9  | 56 | 37 | 67   | Полуфинале         | ЛЕ      | 3. коло квалификација             |                                                                 |
| 2019/20. | 1    | 3    | 34 | 18 | 6  | 10 | 61 | 40 | 60   | Осмина финала      | ЛЕ      | Шеснаестина финала                | Победник Лига купа Португалије                                  |
| 2020/21. | 1    | 4    | 34 | 19 | 7  | 8  | 53 | 33 | 64   | Победник           | ЛЕ      | Шеснаестина финала                | Финалиста Лига купа Португалије                                 |
| 2021/22. | 1    | 4    | 34 | 19 | 8  | 7  | 52 | 31 | 65   | Осмина финала      | ЛЕ      | Четвртфинале                      | Финалиста Суперкупа Португалије                                 |
| 2022/23. | 1    | 3    | 34 | 25 | 3  | 6  | 75 | 30 | 78   | Финалиста          | ЛЕ / ЛК | Групна фаза / Нокаут фаза плеј-оф |                                                                 |
| 2023/24. | 1    | 4    | 34 | 21 | 5  | 8  | 71 | 50 | 68   | Осмина финала      | ЛШ / ЛЕ | Групна фаза / Нокаут фаза плеј-оф | Победник Лига купа Португалије                                  |